# MercedesCup 2021
MercedesCup 2021 là một giải quần vợt nam thi đấu trên mặt sân cỏ ngoài trời. Đây là lần thứ 43 Giải quần vợt Stuttgart Mở rộng được tổ chức, và là một phần của ATP Tour 250 trong ATP Tour 2021. Giải đấu diễn ra tại Tennis Club Weissenhof ở Stuttgart, Đức, từ ngày 8 tháng 6 đến ngày 13 tháng 6 năm 2021.

## Điểm và tiền thưởng

### Phân phối điểm
| Sự kiện | VĐ  | CK  | BK | TK | Vòng 1/16 | Vòng 1/32 | Q  | Q2 | Q1 |
| Đơn     | 250 | 150 | 90 | 45 | 20        | 0         | 12 | 6  | 0  |
| Đôi     | 250 | 150 | 90 | 45 | 0         | —         | —  | —  | —  |

### Tiền thưởng
| Sự kiện | VĐ      | CK      | BK      | TK      | Vòng 1/16 | Vòng 1/32 | Q2     | Q1     |
| Đơn     | €53,280 | €38,200 | €27,195 | €18,130 | €11,660   | €7,010    | €3,425 | €1,780 |
| Đôi*    | €19,880 | €14,240 | €9,390  | €6,090  | €3,580    | —         | —      | —      |

*mỗi đội

## Nội dung đơn ATP

### Hạt giống
| Quốc gia | Tay vợt               | Xếp hạng1 | Hạt giống |
| -------- | --------------------- | --------- | --------- |
| CAN      | Denis Shapovalov      | 14        | 1         |
| POL      | Hubert Hurkacz        | 17        | 2         |
| CAN      | Félix Auger-Aliassime | 21        | 3         |
| AUS      | Alex de Minaur        | 22        | 4         |
| GEO      | Nikoloz Basilashvili  | 30        | 5         |
| FRA      | Ugo Humbert           | 31        | 6         |
| FRA      | Adrian Mannarino      | 36        | 7         |
| AUS      | John Millman          | 43        | 8         |

- 1 Bảng xếp hạng vào ngày 31 tháng 5 năm 2021.[1]

### Vận động viên khác
Đặc cách:
- Dustin Brown
- Yannick Hanfmann
- Rudolf Molleker
- Jurij Rodionov
- Dominic Stricker

Vượt qua vòng loại:
- Radu Albot
- Altuğ Çelikbilek
- James Duckworth
- Peter Gojowczyk

Thua cuộc may mắn:
- Ilya Ivashka

### Rút lui
Trước giải đấu
- Alexander Bublik → thay thế bởi  Alexei Popyrin
- Taylor Fritz → thay thế bởi  Marin Čilić
- Cristian Garín → thay thế bởi  Jordan Thompson
- Aslan Karatsev → thay thế bởi  Jérémy Chardy
- Reilly Opelka → thay thế bởi  Lloyd Harris
- Benoît Paire → thay thế bởi  Sam Querrey
- Milos Raonic → thay thế bởi  Márton Fucsovics
- Jannik Sinner → thay thế bởi  Dominik Koepfer
- Lorenzo Sonego → thay thế bởi  Guido Pella
- Jan-Lennard Struff → thay thế bởi  Feliciano López
- Stan Wawrinka → thay thế bởi  Ilya Ivashka
- Alexander Zverev → thay thế bởi  Gilles Simon

### Bỏ cuộc
- Peter Gojowczyk

## Nội dung đôi ATP

### Hạt giống
| Quốc gia | Tay vợt        | Quốc gia | Tay vợt        | Xếp hạng1 | Hạt giống |
| -------- | -------------- | -------- | -------------- | --------- | --------- |
| GBR      | Jamie Murray   | BRA      | Bruno Soares   | 33        | 1         |
| FRA      | Jérémy Chardy  | FRA      | Fabrice Martin | 58        | 2         |
| RSA      | Raven Klaasen  | JPN      | Ben McLachlan  | 67        | 3         |
| NZL      | Marcus Daniell | AUT      | Philipp Oswald | 75        | 4         |

- 1 Bảng xếp hạng vào ngày 31 tháng 5 năm 2021.

### Vận động viên khác
Đặc cách:
- Andre Begemann /  Dustin Brown
- Yannick Hanfmann /  Dominik Koepfer

Thay thế:
- Félix Auger-Aliassime /  Nicholas Monroe
- Nikoloz Basilashvili /  Divij Sharan
- Ariel Behar /  Gonzalo Escobar
- Marcelo Demoliner /  Santiago González
- Máximo González /  Andrés Molteni
- Hubert Hurkacz /  Łukasz Kubot
- Oliver Marach /  Aisam-ul-Haq Qureshi
- Frederik Nielsen /  Jean-Julien Rojer
- Luke Saville /  Jordan Thompson

### Rút lui
Trước giải đấu
- Rohan Bopanna /  Franko Škugor → thay thế bởi  Oliver Marach /  Aisam-ul-Haq Qureshi
- Alexander Bublik /  Reilly Opelka → thay thế bởi  Ariel Behar /  Gonzalo Escobar
- Sander Gillé /  Joran Vliegen → thay thế bởi  Máximo González /  Andrés Molteni
- Wesley Koolhof /  Jean-Julien Rojer → thay thế bởi  Frederik Nielsen /  Jean-Julien Rojer
- Sebastian Korda /  Rajeev Ram → thay thế bởi  Marcelo Demoliner /  Santiago González
- Kevin Krawietz /  John Peers → thay thế bởi  Félix Auger-Aliassime /  Nicholas Monroe
- Łukasz Kubot /  Marcelo Melo → thay thế bởi  Hubert Hurkacz /  Łukasz Kubot
- Adrian Mannarino /  Benoît Paire → thay thế bởi  Nikoloz Basilashvili /  Divij Sharan
- Tim Pütz /  Michael Venus → thay thế bởi  Luke Saville /  Jordan Thompson

Trong giải đấu
- Yannick Hanfmann /  Dominik Koepfer

## Nhà vô địch

### Đơn
- Marin Čilić đánh bại  Félix Auger-Aliassime, 7–6(7–2), 6–3

### Đôi
- Marcelo Demoliner /  Santiago González đánh bại  Ariel Behar /  Gonzalo Escobar, 4–6, 6–3, [10–8]